# Чукикамата
Чукикамата (на испански: Chuquicamata), наричана съкратено Чуки, е медна мина в Северно Чили.
Едноименното находище се разработва от 1915 г. Рудникът е разположен в Централните Анди на надморска височина 2840 м. Отстои на 240 км североизточно от град Антофагаста.
Това е най-големият (по изкопан обем) в света открит рудник за добив на медна руда – неговите размери са 4,3 км дължина и 3 км широчина. По дълбочина (850 метра) отстъпва само на рудника Бингам Каньон (Bingham Canyon) в САЩ, щата Юта, дълбок 1200 м.
Предприятието влиза в структурата на Чилийската национална медна корпорация – най-големия производител на мед в света, от края на 1960-те години.